# Jincheng (köpinghuvudort i Kina, Shandong Sheng, lat 37,42, long 120,11)
Jincheng (kinesiska: 金城, 金城镇) är en köpinghuvudort i Kina. Den ligger i provinsen Shandong, i den östra delen av landet, omkring 290 kilometer öster om provinshuvudstaden Jinan. Antalet invånare är 34 004. Befolkningen består av 15 750 kvinnor och 18 254 män. Barn under 15 år utgör 9,0 %, vuxna 15-64 år 76 %, och äldre över 65 år 14,0 %.
Runt Jincheng är det tätbefolkat, med 613 invånare per kvadratkilometer. Närmaste större samhälle är Sanshandao, 13,6 km väster om Jincheng. Trakten runt Jincheng består till största delen av jordbruksmark.
Genomsnittlig årsnederbörd är 801 millimeter. Den regnigaste månaden är juli, med i genomsnitt 317 mm nederbörd, och den torraste är januari, med 11 mm nederbörd.